# Muzeum gastronomie
Muzeum gastronomie je muzeum v Praze. Seznamuje návštěvníky na ploše 500 m² s historii české i světové gastronomie od počátku osvojení ohně pračlověkem v době kamenné, až po současnost.
Muzeum se nachází v Praze na Starém Městě, v Jakubské ulici č. 12, ve dvou patrech historického měšťanského domu, jehož historie sahá až do 14. století.
Součástí muzea je i moderní ukázková kuchyň, ve které často vaří jak studenti středních odborných škol, tak i profesionálové ve svém oboru. V muzeu se dále často konají nejrůznější akce spojené s vařením historických nebo etnických jídel a historií všech gastronomických oborů.

## Historie muzea
Muzeum vzniklo soukromou iniciativou manželů Niny a Ladislava Provaanových v roce 2009. První část expozice byla zpřístupněna 4. dubna 2012 v prvním patře muzea. Návštěvník zde najde Síň slávy české gastronomie, přinášející informace o nejstarších česky psaných kuchařských knihách a významných osobnostech české gastronomie a Galerii světových gastronomů a historii příborů a stolování.
Přízemní část expozice plná dobových vyobrazení a 3D rekonstrukcí, která mapuje vývoj přípravy pokrmů a nápojů od pravěku, byla pro návštěvníky otevřena 23. května 2012.